# Igreja de Santa Bárbara (Ponta Delgada)
A Igreja de Santa Bárbara é uma igreja católica portuguesa localizada em Ponta Delgada, na ilha açoriana de São Miguel.
Esta igreja, bem como o respectivo recolhimento, foi instituído pelo Padre Roque Teixeira Fonseca, conforme consta do testamento de uma sua irmã, Maria de Santo António, regente do mesmo recolhimento.
Teria sido por consequência fundada antes de 1674 ou, mais precisamente em 1662, segundo Chaves e Melo.
A verdade, porém, parece estar não em tais informações mas na «Crónica» de frei Agostinho de Monte Alverne (OFM), onde se afirma que foram os pais do referido Padre Roque Teixeira quem fundou a ermida, para o que tiveram a licença do Bispo, entre1600 e 1612, conforme esclarece o Dr. Ernesto do Canto.
As recolhidas desta casa pertenciam à Ordem de Santo Agostinho e usavam hábito branco, mas depois começaram a ser admitidas muitas senhoras no estado secular, motivo por que o Prior do Convento da Graça desistiu da sua jurisdição.
Foi sempre uma instituição muito pobre e quando em 1733 foi visitada pelo Bispo de Angra do Heroísmo, D. Frei José de Ave Maria Leite da Costa e Silva, encontrava-se sem estatuto regulamentar. Um tal diploma foi-lhe então dado por aquele Prelado. Esse estatuto veio a ser alterado, regulando-se presentemente o Recolhimento por um diploma de 30 de Novembro de 1833, aprovado por alvará do Governo Civil de Ponta Delgada.
A igreja de Santa Bárbara possui ainda algo digno de ser visto, como o altar-mor e o altar invocado a morte de São José,  o qual foi instituído por José Nunes de Carvalho em 27 de Julho de 1770, trabalho notável, de talha, que veio directamente de Itália.

## Referência
- Jornal Açores, 1955.